# جيمي جوي
جيمي جوي (بالإنجليزية: Jimmy Joy)‏ هو قائد فرقة ‏ ومغني أمريكي، ولد في 20 أبريل 1902 في تكساس في الولايات المتحدة، وتوفي في 7 مارس 1962 في دالاس في الولايات المتحدة.

## وصلات خارجية
- جيمي جوي على موقع ميوزك برينز (الإنجليزية)